# Najee De-Tiege
Najee De-Tiege (Beverly Hills, California; 13 de octubre de 1989) es un actor estadounidense. Fue modelo de un comercial de L'Oreal, conocido por protagonizar en Power Rangers: el samurái llamado Kevin (el Ranger samurái azul).

## Filmografía
| Programa              | Cadena      | Años      | Notas |
| --------------------- | ----------- | --------- | ----- |
| Power Rangers Samurai | Nickelodeon | 2011-2012 |       |

- Datos: Q105644379